# Buud Yam
Pour plus de détails, voir Fiche technique et Distribution.
Buud Yam est un film burkinabé réalisé par Gaston Kaboré, sorti en 1997. C’est un long métrage de fiction d’une durée de 97 minutes. Présenté à la Quinzaine des réalisateurs du Festival de Cannes la même année, il remporte l'Étalon de Yennenga lors de la 15ᵉédition du Festival panafricain du cinéma et de la télévision de Ouagadougou (FESPACO) en 1997. Il est tourné en langue mooré et sous-titré en français.

## Synopsis
Au début du XIXe siècle, dans un village situé au cœur de la boucle du Niger, Wend Kuuni, dont le nom signifie « don de Dieu » en mooré, est un jeune homme adopté. Sa mère biologique a été tuée, accusée de sorcellerie, et il grandit au sein d’une famille adoptive. Lorsque sa sœur adoptive Pughneere (« belle jeune fille ») âgée de dix-sept ans tombe gravement malade d’une maladie mystérieuse, les villageois commencent à soupçonner Wend Kuuni d’être à l’origine de ce mal,.
Pour sauver sa sœur et lever les doutes à son sujet, Wend Kuuni entreprend un périple à cheval à la recherche d’un guérisseur réputé qui détient une potion miraculeuse, appelée « la tisane du lion ». Son voyage initiatique l’amène à rencontrer différentes communautés de la région Touaregs, Peuls, Bambaras ainsi que des membres de la royauté locale notamment des princes et princesses.
Ce chemin est ponctué d’épreuves physiques et morales, telles que la soif, la faim, ainsi que des tentations de nature spirituelle. À travers cette quête, Wend Kuuni découvre sa propre identité, tout en évoluant dans un contexte socio-économique où le troc avec des cauris, l’agriculture et l’élevage forment la base des échanges.
Au-delà de la recherche d’un remède, Buud Yam aborde des thèmes universels liés à l’enfance, à la jeunesse, à la famille, à la tradition, et aux grandes questions existentielles qui façonnent ou menacent les sociétés. Le film souligne également la force des liens familiaux et la résilience face aux difficultés.

## Titre
En mooré, buud signifie à la fois « ancêtres » et « descendance », tandis que yam désigne « esprit » ou « intelligence ». Le titre Buud Yam peut être interprété comme « l’esprit des ancêtres » ou « l’intelligence des descendants ». Il évoquerait une notion d’appartenance et d’identité.

## Fiche technique
- Titre : Buud Yam
- Réalisation : Gaston Kaboré
- Musique : Michel Portal
- Scénario : Gaston Kaboré
- Superviseur du scénario : Ouaba Motandi
- Décors et architecture : Joseph Kpobly
- Pays d’origine : Burkina Faso
- Langue originale : mooré (sous-titré en français)
- Durée : 97 minutes
- Format : 35 mm, Bétacam SP, DVD, Umatic, VHS
- Genre : Fiction
- Date de sortie en France : 9 octobre 1997
- Production : Cinécom Production (Ouagadougou), Canal+, Caro-Line (France), Ezef (Allemagne), Cinémathèque Afrique (Cultures France), Ciné Classic
- Producteurs exécutifs : Bruno Hodebert, Bertrand Kaboré, Pierre Roda[5]

## Équipe technique
- Direction de la photographie : Jean-Noël Ferragut
- Montage : Marie-Jeanne Kanyala, Didier Ranz[6]
- Son : Frédéric Attal, Sylvain Lasseur, Daniel Ollivier
- Assistant mixage son : Christophe Brajdic
- Maquillage : Aminata Kaboré, Mariam Sidibé, Aminata Zouré (cheffe maquillage)[7]
- Costumes : Martine Somé (costumière), Hamidou Savadogo (assistant)
- Direction de production : Dylan Talleux (assistant chef d'unité)
- Assistants à la réalisation : Ouaba Motandi, Ismaël Ouédraogo, Adama Roamba, Issouf Tapsoba, Dominique Zeïda
- Équipe artistique : Cheick Fantamady Camara (accessoiriste), Abel Naba (décorateur), Tiendrebéogo Rasmané (décorateur)

## Distribution
- Serge Yanogo : Wend Kuuni
- Amssatou Maïga : Pughneere
- Sévérine Oueddouda : Somkeita
- Colette Kaboré : Lalle
- Augustine Yameogo : La tante
- Boureima Ouedraogo : Razugu
- Joseph Yanogo : le guérisseur
- Hyppolite Ouangrawa : le prince
- Odilia Yoni: Nopoko
- Joséphine Kaboré : la vieille femme[8]
- Aïcha Waleth Mahamat : Zohora
- Mariama Ly : Rama
- Jean-Claude Bamogo : chanteur
- Abderramane Boufacha : Abderramane
- Alassane Dakissaga : informateur
- Aissatou Harouna : femme au marché
- Bernadette Nombre : femme en colère
- Hyacinthe Ouedraogo : jeune homme
- Jean-François Ouedraogo : fiancé jaloux
- Mathurin Ouedraogo : Koura
- Aminata Ouédraogo Maïga : jeune fille
- Rasmané Ouédraogo : Hassane
- Madi Pafadnam : l’ivrogne
- Tiendrebéogo Rasmané : Noaga
- Hamidou Savadogo : Kouraogo
- Gustave Sorgho : le sorcier
- Simone Tapsoba : mère de Wend Kuuni
- Hamado Tassembedo : jeune homme
- Moussa Tassembedo : enfant
- Tinfusi Yerbanga : guérisseur traditionnel
- Rosine Yanogo
- Gilbert Zoundi

## Production et diffusion
Le film a été produit par Cinécom Production en partenariat avec Canal+, Caro-Line, Ezef, Cinémathèque Afrique et Ciné Classic. La distribution internationale a été assurée notamment par la Cinémathèque Afrique (Institut Français) et Ciné Classic.

## Distinctions
- Festival panafricain du cinéma et de la télévision de Ouagadougou (FESPACO) 1997 : Étalon de Yennenga (Grand Prix), Prix INALCO, Prix de l’UEMOA, Prix OCIC
- Festival de Cannes 1997 : sélection Quinzaine des réalisateurs[9], nomination au Prix SACD
- Festival international du film d’Amiens 2002 : sélection officielle
- New York African Film Festival 2008 : projection spéciale